# Ballbreaker
Ballbreaker — тринадцатый австралийский и двенадцатый международный студийный альбом австралийской хард-рок группы AC/DC, выпущенный 26 сентября 1995 года.
Альбом Ballbreaker был переиздан в 2005 году, как часть серии AC/DC Remasters. В настоящее время альбом сертифицирован RIAA в США как дважды платиновый и число проданных его копий в США превысило 2 миллиона.

## Об альбоме
Ballbreaker стал первым студийным альбомом коллектива за 5 лет, после выпуска The Razor’s Edge в 1990 году. Альбом написан при участии вернувшегося бывшего барабанщика Фила Радда, который ушёл из группы в 1983 году из-за проблем с алкоголем и наркотиками, а также конфликта с основателем коллектива, ритм-гитаристом Малколмом Янгом. Альбом продюсировался плодовитым продюсером Риком Рубином. В 1993 году Рубин короткое время работал с группой для записи песни/сингла Big Gun для саундтрека к картине «Последний киногерой».
Запись альбома была начата на студии Record Plant в Нью-Йорке, но группа была недовольна звучанием там и работу перенесли в студию Ocean Way Recording, Лос-Анджелес.

## Релиз и продвижение
В поддержку альбома коллектив провёл концертный тур Ballbreaker World Tour по Америке. 4 концерта были отменены, так как Брайан Джонсон присутствовал на похоронах своего отца. Во время тура персонажи MTV, Бивис и Баттхед, появлялись на вступлениях к концерту. Было записано 5 песен для концертных альбомов: «Hard As a Rock», «Boogie Man», «Cover You In Oil», «Hail Caesar» и «Ballbreaker».

## Список композиций
Слова и музыка всех песен — Ангус Янг, Малколм Янг. (Copyright J. Albert & Son Inc.-ASCAP).
| №                   | Название                      | Длительность |
| ------------------- | ----------------------------- | ------------ |
| 1.                  | «Hard as a Rock»              | 4:31         |
| 2.                  | «Cover You in Oil»            | 4:32         |
| 3.                  | «The Furor»                   | 4:10         |
| 4.                  | «Boogie Man»                  | 4:07         |
| 5.                  | «The Honey Roll»              | 5:34         |
| 6.                  | «Burnin' Alive»               | 5:05         |
| 7.                  | «Hail Caesar»                 | 5:14         |
| 8.                  | «Love Bomb»                   | 3:14         |
| 9.                  | «Caught With Your Pants Down» | 4:14         |
| 10.                 | «Whiskey on the Rocks»        | 4:35         |
| 11.                 | «Ballbreaker»                 | 4:31         |
| Общая длительность: | Общая длительность:           | 49:47        |

## Участники записи
- Брайан Джонсон — вокал
- Ангус Янг — соло-гитара
- Малколм Янг — ритм-гитара, бэк-вокал
- Клифф Уильямс — бас-гитара, бэк-вокал
- Фил Радд — ударные

### Персонал группы
- Рик Рубин — продюсер
- Майк Фрэйзер[англ.] — сопродюсер
- Steve Holdroyd — дополнительный инженер
- Mark Dernley — дополнительный инженер
- Brandon Harris — помощник инженера
- Mastered at Sterling Sound, NYC by George Marino
- Allan Rogan, Ricard Jones — техники по оборудованию
- Bob Defrin Design Ltd. — художественная постановка, дизайн, иллюстрации
- Alvin Handwerker (Prager and Fenton LLP) — менеджмент

## Позиции в чартах
| Год  | Чарт                         | Позиция |
| ---- | ---------------------------- | ------- |
| 1995 | Australian ARIA Albums Chart | 1       |
| 1995 | Billboard 200                | 4       |
| 1995 | UK Albums Chart              | 6       |

## Сертификация альбомов
| Страна    | Продажи   | Сертификация           |
| --------- | --------- | ---------------------- |
| США       | 2 000 000 | дважды платиновый диск |
| Финляндия | 38 732    | золотой диск           |